# اندي هاليداي
اندي هاليداي (بالإنجليزية: Andy Halliday)‏ (11 أكتوبر 1991 بغلاسكو في المملكة المتحدة - ) هو لاعب كرة قدم بريطاني في مركز الوسط. لعب مع برادفورد سيتي ونادي بلاكبول ونادي رينجرز ونادي ميدلزبره ونادي والسول ونادي ليفينغستون لكرة القدم.

## وصلات خارجية
- اندي هاليداي على موقع قاعدة بيانات كرة القدم.إي يو (الإنجليزية)
- اندي هاليداي على موقع Soccerbase.com (لاعب) (الإنجليزية)
- اندي هاليداي على موقع Soccerway.com (الإنجليزية)